# Goo Goo Dolls
Goo Goo Dolls – amerykański alternatywny zespół rockowy założony w 1986 w Buffalo w stanie Nowy Jork.

## Historia
Założycielami zespołu (który pierwotnie nazywał się Sex Maggots) byli Johnny Rzeznik, Robby Takac oraz George Tutuska. Zmienili nazwę na Goo Goo Dolls przed jednym z koncertów, po tym, gdy menedżer klubu, w którym mieli grać, zabronił im występu pod nazwą Sex Maggots. Nazwa Goo Goo Dolls pochodziła z jednej z reklam zamieszczonych w czasopiśmie "True Detective". W 1987, dzięki wytwórni Mercenary Records, formacja pod nową nazwą wydała swoją pierwszą płytę pt. Goo Goo Dolls.
Początkowo zespół był popularny głównie w rozgłośniach studenckich w ich rodzinnym Buffalo, a dopiero po ukazaniu się w 1990 trzeciej płyty, Hold Me Up, wiedza o grupie przedostała się do rozgłośni studenckich w innych częściach Ameryki. Utwór "We Are The Normal" z następnego, wydanego w 1993 albumu Superstar Car Wash, stał się pierwszym hitem zespołu, jednak tylko regionalnym. Natomiast w 1995 singiel "Name" z płyty A Boy Named Goo odniósł ogólnokrajowy komercyjny sukces, dzięki czemu formacja zyskała status jednego z przedstawicieli sceny alternatywnej w rozgłośniach radiowych w całych Stanach Zjednoczonych.
W 1998 formacja nagrała piosenkę "Iris", która pojawiła się na soundtracku do filmu Miasto Aniołów. Utwór pozostawał na szczytach list przebojów przez kilkanaście tygodni, uzyskując tytuł Najczęściej Granego Utworu 1998 Roku oraz Najczęściej Wykonywanej Piosenki Z Filmu. W 1999 został nominowany do trzech nagród Grammy za 1998 rok. Były to kategorie: Song Of The Year (Piosenka Roku), Record Of The Year (Nagranie Roku) oraz Best Pop Performance By A Duo Or Group (Najlepszy Popowy Występ Duetu lub Grupy). Również w 1999 kompozycja "Iris" otrzymała nominację do MTV Video Music Awards w kategorii Video From A Film (Klip Z Filmu).
Czwartą nominację do Nagrody Grammy zespół uzyskał w 2000 za utwór "Black Balloon", w kategorii Best Rock Performance By A Duo Or Group With Vocal (Najlepszy Rockowy Występ Duetu Lub Grupy z Wokalem). W tym samym roku formacja zdobyła nagrodę Radio Music Award w kategorii Artist Of The Year (Artysta Roku).
W 2001 zespół wydał kompilację utworów (What I Learned About) Ego, Opinion, Art & Commerce, obejmującą okres 1987–1998.
W 2002 ukazał się kolejny album – Gutterflower, który zawierał m.in. single "Here Is Gone", "Big Machine" i "Sympathy".
W 2003 zespół zarejestrował nagranie DVD koncertu, który odbył się na Alasce – Music in High Places: Live in Alaska. Rok później został wydany zapis DVD koncertu, który miał miejsce w Dzień Niepodległości w rodzinnym mieście grupy, Buffalo. Nosi tytuł Live in Buffalo: July 4th 2004.
Ósmy krążek z nowymi utworami, Let Love In, ujrzał światło dzienne w 2006. Promowały go piosenki "Give A Little Bit", "Better Days", "Stay With You" i "Let Love In".
W 2007 piosenka "Before It's Too Late" została wykorzystana w filmie Transformers. W tym samym roku formacja wydała pierwszą część drugiej (po (What I Learned About) Ego, Opinion, Art & Commerce) kompilacji podsumowującej karierę muzyczną, zatytułowaną Greatest Hits Volume One: The Singles. W 2008 ukazała się druga część tej kompilacji, pt. Greatest Hits Volume Two: B-sides & Rarities.
Dziewiąty w dorobku album studyjny z oryginalnymi kompozycjami, Something For The Rest Of Us, grupa wydała w 2010. Jego promocję rozpoczął singiel "Home".
18 stycznia 2013 ukazał się singiel "Rebel Beat", zwiastujący kolejny album, Magnetic. Premiera tej, dziesiątej już, płyty miała miejsce 11 czerwca 2013.
27 grudnia 2013 Mike Malinin, drugi perkusista Goo Goo Dolls (od 1995), ogłosił na Twitterze i Facebooku swoje odejście z zespołu, informując też, że nie była to jego decyzja. 30 grudnia 2013 na oficjalnym profilu Goo Goo Dolls na Facebooku ukazała się informacja potwierdzająca wiadomość Malinina. Jako powód rozejścia się dróg perkusisty i reszty zespołu podano "sprawy osobiste i zawodowe".
23 października 2015 na rynek trafiła winylowa edycja płyty Dizzy Up the Girl. Natomiast 27 listopada 2015, z okazji 20. rocznicy ukazania się albumu A Boy Named Goo, światło dzienne ujrzały trzy reedycje tego wydawnictwa (na CD, winylu i w wersji cyfrowej) wzbogacone o siedem niepublikowanych dotąd nagrań zawierających wersje akustyczne oraz covery zarejestrowane w listopadzie 1995. Jubileuszowa płyta nosi tytuł A Boy Named Goo 20th Anniversary Edition.
Wiosną 2016 rozpoczęła się promocja jedenastego albumu studyjnego zespołu – Boxes. Pierwszym singlem zwiastującym to wydawnictwo jest utwór "Over And Over" (premiera 25 marca 2016). Druga piosenka promująca płytę to "So Alive" (premiera 8 kwietnia 2016). Album Boxes ukazał się 6 maja 2016.

## Muzycy
Obecny skład zespołu
- John Rzeznik – wokal prowadzący, wokal wspierający, gitara prowadząca (od 1986)
- Robby Takac – wokal prowadzący, wokal wspierający, gitara basowa (od 1986)

Byli członkowie
- George Tutuska – perkusja (1986–1995)
- Mike Malinin – perkusja (1995-2013)

Obecni muzycy koncertowi
- Brad Fernquist – gitara rytmiczna, mandolina (od 2006)
- Korel Tunador – instrumenty klawiszowe, gitara, saksofon, wokal wspierający (2006–2009, od 2010)

Byli muzycy koncertowi
- Nathan December – gitara (1998–2000)
- Dave Schulz – instrumenty klawiszowe (1998–2000)
- Greg Suran – gitara (2002–2006)
- Jason Freese – instrumenty klawiszowe, saksofon, wokal wspierający (2001–2004)
- Paul Gordon – instrumenty klawiszowe, wokal wspierający (2004–2006)
- Scott Eric Olivier – instrumenty klawiszowe, gitara (2009)

## Dyskografia

### Płyty studyjne
- 1987 – Goo Goo Dolls
- 1989 – Jed
- 1990 – Hold Me Up
- 1993 – Superstar Car Wash
- 1995 – A Boy Named Goo
- 1998 – Dizzy Up the Girl
- 2002 – Gutterflower
- 2006 – Let Love In
- 2010 – Something For The Rest Of Us
- 2013 – Magnetic
- 2016 – Boxes
- 2019 – Miracle Pill[11]

### Albumy live
- 2004 – Live in Buffalo: July 4th 2004

### Kompilacje
- 2001 – (What I Learned About) Ego, Opinion, Art & Commerce
- 2007 – Greatest Hits Volume One: The Singles
- 2008 – Greatest Hits Volume Two: B-sides & Rarities

### DVD i video
- 2003 – Music in High Places: Live in Alaska
- 2004 – Live in Buffalo: July 4th 2004
- 2007 – Live and Intimate

### Single
- 1991 – "There You Are"
- 1991 – "I’m Awake Now"
- 1993 – "We Are The Normal"
- 1995 – "Only One"
- 1995 – "Flat Top"
- 1995 – "Name"
- 1996 – "Naked"
- 1996 – "Long Way Down"
- 1997 – "Lazy Eye"
- 1998 – "Iris"
- 1998 – "Slide"
- 1999 – "Dizzy"
- 1999 – "Black Balloon"
- 2000 – "Broadway"
- 2002 – "Here Is Gone"
- 2002 – "Big Machine"
- 2003 – "Sympathy"
- 2004 – "Give A Little Bit"
- 2005 – "Better Days"
- 2006 – "Stay With You"
- 2006 – "Let Love In"
- 2007 – "Before It's Too Late (Sam and Mikaela's Theme)"
- 2008 – "Real"
- 2010 – "Home"
- 2010 – "Notbroken"
- 2011 – "All That You Are"
- 2013 – "Rebel Beat"
- 2013 – "Come To Me"
- 2016 – "Over And Over"
- 2016 – "So Alive"

## Koncert w Polsce
Oficjalnie 2 sierpnia 2018 (a faktycznie 3 sierpnia, bo po północy: od godz. 2:40) zespół zagrał pierwszy w Polsce koncert, występując na Dużej Scenie imprezy Pol’and’Rock Festival (wcześniej: Przystanek Woodstock) w Kostrzynie nad Odrą. W wywiadzie udzielonym przy tej okazji portalowi Interia.pl Johnny Rzeznik powiedział, że muzycy Goo Goo Dolls wyobrażali sobie, iż ich pierwszy koncert w Polsce odbędzie się w jakimś klubie. Gdy usłyszeli, że ma to być festiwal, spodziewali się może 10-tysięcznej widowni. Natomiast faktyczna liczba odbiorców, przed którymi zagrali (pół miliona), była dla nich absolutnym zaskoczeniem.